# اسلم بلوچ
اسلم بلوچ (۱۹۷۵–۲۵ دسامبر ۲۰۱۸)، که با نام آچو نیز شناخته می‌شود، فرمانده ارشد و رهبر بنیانگذار تیپ مجید یک جوخه اتنحاری و شاخه ای از ارتش آزادیبخش بلوچستان بود. او معمار تیپ مجید، یک جوخه انتحاری مسئول چندین حمله مهم بود.
بلوچ، یکی از چهره‌های کلیدی در شورش جدایی‌طلبان بلوچ، دهه‌ها درگیر مبارزه مسلحانه علیه دولت پاکستان بود و از ملی‌گرایی و استقلال بلوچ حمایت می‌کرد. در زمان مرگش، او در عینو ماینه، قندهار، افغانستان مستقر بود، جایی که در ۲۵ دسامبر ۲۰۱۸ در یک بمب‌گذاری انتحاری هدفمند کشته شد.

## زندگی‌نامه

### اوایل زندگی
اسلم بلوچ، که با نام تاکاری محمد اسلم در سال ۱۹۷۵ در کویته، بلوچستان، پاکستان متولد شد، در یک محیط شهری و غیرقبیله‌ای توسط پدرش، رحیم داد، عضوی از طایفه دهوار، بزرگ شد. این پیشینه او را از نخبگان قبیله‌ای سنتی بلوچ متمایز می‌کرد. او تحصیلات اولیه خود را در دبیرستان ویژه کویته گذراند.
اسلم در دوران نوجوانی خود در اوایل دهه ۱۹۹۰، به محافل ملی‌گرایان بلوچ پیوست. او عمیقاً تحت تأثیر رهبر ملی‌گرایان پیشکسوت، خیربخش مری، قرار گرفت و پس از بازگشت مری از تبعید در سال ۱۹۹۴، مرتباً در جلسات مطالعاتی «حق تاور» او شرکت می‌کرد. این گردهمایی‌های فکری، که بر گفتمان اجتماعی و سیاسی متمرکز بودند، نقش تعیین‌کننده‌ای در شکل‌گیری مسیر ایدئولوژیک اسلم ایفا کردند. در اواسط دهه ۱۹۹۰، او کاملاً خود را با جنبش استقلال بلوچستان متحد کرده بود.

### حرفه نظامی
فعالیت‌های اولیه اسلم به سرعت به مبارزه مسلحانه تبدیل شد. در اواسط دهه ۱۹۹۰، او از جمله مبارزان جوانی بود که به احیای ارتش آزادی‌بخش بلوچستان (BLA) که از دهه ۱۹۷۰ غیرفعال شده بود، کمک کرد. تا سال ۱۹۹۵، او در سازماندهی مجدد و تقویت شبکه زیرزمینی BLA در سراسر بلوچستان نقش داشت.
تا سال ۲۰۰۰، زمانی که ارتش آزادی‌بخش بلوچستان رسماً برای آغاز مرحله جدیدی از شورش دوباره ظهور کرد، اسلم بلوچ در خط مقدم قرار داشت. طبق گزارش‌ها، او فرماندهی اولین و بزرگ‌ترین اردوگاه چریکی ارتش آزادی‌بخش بلوچستان را در منطقه بولان بلوچستان بر عهده داشت.
در اواسط دهه ۲۰۰۰، با تشدید سرکوب نظامی پاکستان در بلوچستان (به ویژه پس از قتل نواب اکبر بوگتی در سال ۲۰۰۶)، اسلم همچنان در مبارزات چریکی فعال ماند. در سال ۲۰۰۶، او که با فشار زیادی روبرو بود، کادرهای BLA را برای پناهندگی به آن سوی مرز هدایت کرد، که بخشی از روندی بود که شورشیان بلوچ را به استفاده از پناهگاه‌ها در افغانستان سوق می‌داد.
در اوایل دهه ۲۰۱۰، اسلم به عنوان یک فرمانده کلیدی در ارتش آزادی‌بخش بلوچستان ظهور کرد و به رئیس عملیاتی جناح تندروی آن تبدیل شد. در این دوره، اختلافات داخلی بین رهبران قبیله ای تبعیدی و فرماندهان میدانی جوان‌تر بروز کرد. اسلم «آچو»، همان‌طور که او شناخته می‌شد، به همراه فرمانده دیگرش بشیر زیب، از رهبر اسمی تبعیدی ارتش آزادی‌بخش بلوچستان، هیربیار ماری، جدا شدند تا یک جناح جداگانه تشکیل دهند که در میدان عمل کند. تحت رهبری او، این سازمان بیشتر در معرض دید عموم قرار گرفت.
او مسئول ایجاد یک واحد ویژه در ارتش آزادی‌بخش بلوچستان، تیپ مجید، بود که در سال ۲۰۱۰ برای انجام حملات انتحاری به اهداف با ارزش بالا تشکیل شد. اسلم به عنوان رئیس این واحد، تا زمان مرگش در سال ۲۰۱۸ بر عملیات آن نظارت داشت.
در سال ۲۰۱۸، مقامات او را به عنوان مغز متفکر حمله به کنسولگری چین در کراچی در ۲۳ نوامبر شناسایی کردند، که در آن شبه‌نظامیان تیپ مجید تلاش کردند به کنسولگری حمله کنند و منجر به کشته شدن دو پلیس پاکستانی و دو غیرنظامی قبل از کشته شدن مهاجمان شد. بازرسان پاکستانی این حمله را به اطلاعات خارجی مرتبط دانستند و در پرونده خود از اسلم «آچو» و دیگر چهره‌های BLA، در کنار رهبر تبعیدی هیربیار ماری، نام بردند.
تحت فرماندهی او، ارتش آزادی‌بخش بلوچستان عملیات شورشی هماهنگ‌شده‌ای را در بلوچستان و شهرهای بزرگ پاکستان انجام داد. در ۱۱ آگوست ۲۰۱۸، پسرش، ریحان بلوچ، با حمله به اتوبوسی حامل مهندسان چینی در نزدیکی دالبندین در بلوچستان، اولین بمب‌گذاری انتحاری شناخته‌شده این واحد را انجام داد. این انفجار چندین تبعه چینی را زخمی کرد و منجر به مرگ پسرش شد. تا اواخر سال ۲۰۱۸، او اغلب با عنوان افتخاری «ژنرال» در محافل شبه‌نظامی خطاب می‌شد و به دلیل نقشش در آموزش جنگجویان جوان‌تر، به عنوان «استاد» (معلم) نیز شناخته می‌شد.
مقامات امنیتی پاکستان او را به عنوان یک عامل اصلی شورشی می‌شناختند. او با پرونده‌های جنایی متعددی از جمله اتهامات مربوط به بمب‌گذاری و قتل‌های هدفمند روبرو بود و دولت ایالتی ۵ میلیون روپیه برای او جایزه تعیین کرده بود. با وجود چندین برخورد نزدیک، از جمله جراحت شدید در جریان عملیات نیروهای پاکستانی در منطقه بولان بلوچستان در سال ۲۰۱۷، او با جابجایی بین پناهگاه‌های امن، موفق به فرار از دستگیری شد. دو دهه مشارکت او در عملیات‌های شبه‌نظامی، تاکتیک‌ها و استراتژی‌های به کار گرفته شده توسط BLA را تا حد زیادی تحت تأثیر قرار داد.

## دیدگاه‌های سیاسی
اسلم بلوچ یک ملی‌گرای بلوچ و جدایی‌طلب بود. اسلم در اظهارات عمومی نادر خود، مخالفت شدیدی را با دولت پاکستان و سیاست‌های آن در بلوچستان ابراز کرد. او پاکستان را به سرکوب مردم بلوچ و غارت منابع طبیعی فراوان بلوچستان، مانند گاز و مواد معدنی، متهم کرد. در یک مصاحبه ویدیویی در سال ۲۰۱۸ با یک خبرگزاری هندی، اسلم بلوچ ادعا کرد که پاکستان و متحدش چین «نقشه‌ای مخرب برای از بین بردن هویت بلوچ» از طریق پروژه‌های اقتصادی و سرکوب نظامی طراحی کرده‌اند. او به‌طور خاص کریدور اقتصادی چین-پاکستان (CPEC) را به عنوان وسیله‌ای برای استعمار بلوچستان محکوم کرد و هشدار داد که مبارزان بلوچ در برابر سرمایه‌گذاری‌های خارجی که به نفع مردم محلی نیست، مقاومت خواهند کرد.
اسلم از رویکردی برابری‌طلبانه‌تر و ستیزه‌جویانه‌تر حمایت می‌کرد: او طرفدار رهبری «طبقه متوسط» برای ارتش آزادی‌بخش بلوچستان بود و به توزیع قدرت بر اساس توانایی به جای استحقاق قبیله‌ای اعتقاد داشت. او در حالی که رهبری جناح BLA-آچو را بر عهده داشت، از تاکتیک‌هایی مانند بمب‌گذاری انتحاری که حتی سایر گروه‌های بلوچ از آن اجتناب کرده بودند، استقبال کرد. اسلم این اقدامات افراطی را در آنچه که جنگ برای بقای بلوچ‌ها می‌دانست، ضروری می‌دانست. او قاطعانه با هرگونه آشتی با دولت پاکستان مخالف بود. هیچ سابقه‌ای از حمایت او از مذاکرات صلح یا سازش سیاسی وجود ندارد. او تا آخرین روزهای زندگی خود، سوگند یاد کرد که به مبارزه مسلحانه ادامه دهد و تهدید کرد که حملات «فدایی» بیشتری علیه نیروهای پاکستانی و اتباع چینی برای پیشبرد آرمان بلوچ‌ها انجام خواهد داد. ایدئولوژی او جدایی‌طلبی تندروانه بلوچ بود که حکومت پاکستان را به‌طور کامل رد می‌کرد و نمادهای قدرت دولتی و نفوذ خارجی را هدف قرار می‌داد که منجر به نسلی از جوانان تحصیل‌کرده بلوچ شد تا برای آزادسازی بلوچستان اسلحه به دست بگیرند.

## مرگ
اسلم بلوچ در ۲۵ دسامبر ۲۰۱۸ در یک بمب‌گذاری انتحاری هدفمند در قندهار کشته شد. این حمله در محله مرفه‌نشین آینو ماینا رخ داد، جایی که طبق گزارش‌ها اسلم و دیگر اعضای ارشد ارتش آزادی‌بخش بلوچ برای یک جلسه استراتژیک گرد هم آمده بودند. یک بمب‌گذار انتحاری مواد منفجره را در نزدیکی محل سکونت او منفجر کرد و اسلم را به شدت زخمی کرد. با وجود انتقال فوری به بیمارستان، او اندکی پس از آن بر اثر جراحات وارده جان باخت. این انفجار همچنین جان پنج عضو دیگر ارتش آزادی‌بخش بلوچ، از جمله دو فرمانده - تاج محمد «تاجو» مری و کریم مری، معروف به رحیم بلوچ - و همچنین چندین پرسنل امنیتی را گرفت. جیاند (جیاند) بلوچ، سخنگوی ارتش آزادی‌بخش بلوچ، بعداً در بیانیه‌ای از مکانی نامعلوم، مرگ اسلم را تأیید کرد و او و همکارانش را شهدای آرمان ملی بلوچ توصیف کرد.